# Александър Тиянич
Александър Тиянич (на сръбски: Александар Тијанић) е сръбски журналист, публицист и директор на Сръбската национална телевизия.

## Биография
Роден е на 13 декември 1949 г. в Джаковица в Косово, но живее в Подуево и Прищина. Учи във Факултета за политически науки в Белград. Започва кариерата си в ежедневника „НИН“. В средата на 80-те години на 20 век вече е главен редактор на списание „Интервю“, а после работи в загребските вестници „Старт“, „Данас“ и в сплитския „Неделна Далмация“, в сараевския „Освобождение“. През лятото на 1991 г. става главен редактор на „Спортното списание“, а впоследствие е един от основателите и главен редактор на телвизионния канал „Политика“. От 1994 до 1996 г. е главен редактор на канала „БК Телевизия“.
През 1996 г. за пет месеца е министър в правителството на Мирко Мариянович, до неговото падане. През 1997 г. издава за кратко ежедневен бюлетин „Грачанин“, а от 1998 до 1999 г. е колумнист в седмичника „Европланин“.
Тиянич първоначално е съюзник, а впоследствие открит враг на Слободан Милошевич, последния комунистически президент на бивша Югославия. Обрщайки се срещу Милошевич, той остро критикува режима на последния югодиктатор.
През периода 2001 – 2004 г. Тиянич е съветник на премиера на СР Югославия Воислав Кощуница по въпросите за пресата и информацията. През 2004 г., докато Кощуница е все още на власт, Тиянич заема най-високия пост в своята журналистическа кариера – генерален директор на Сръбската национална телевизия (РТС). На този пост е избран повторно през 2009 г.
Под ръководството на Александър Тиянич успешно се провежда конкурсът за „Евровизия“ и се снимат много култови за Сърбия телевизионни сериали.
Тиянич се появява за последен път пред обществото на 23 октомври 2013 г.
На 28 октомври 2013 г. журналистът получава сърдечен пристъп и умира на 63-годишна възраст.
Има съпруга, син и дъщеря.